# Litsea foxiana
Litsea foxiana är en lagerväxtart som beskrevs av James Sykes Gamble. Litsea foxiana ingår i släktet Litsea och familjen lagerväxter. Inga underarter finns listade i Catalogue of Life.